# Alltheniko
Alltheniko is een Italiaanse powermetalband.

## Geschiedenis
Alltheniko werd in 2002 opgericht in Vercelli door Dave Nightfight (zang en basgitaar), Joe Boneshaker (gitaar) en Luke the Idol (slagwerk).
In 2006 brachten My Graveyard Productions (Italië) en Trinity Records (Hongkong) hun debuutalbum uit. Het album werd positief ontvangen en in 2007 stond de band op Metalcamp.

## Bandleden
- Dave Nightfight: zanger en basgitarist
- Joe Boneshaker: gitarist
- Luke the Idol: slagwerker

## Discografie

### Albums
- We Will Fight! (2006, Trinity Records, My Graveyard Productions)
- Devasterpiece (2008, My Graveyard Productions)
- Millennium Re-Burn (2011, My Graveyard Productions)
- Back in 2066 (2012, Pure Steel Records)
- Fast and Glorious (2014, Pure Steel Records)
- Italian History VI (2017, Pure Steel Records)

### Demo's
- Animal Thing (2002)
- Sound of Rust (2003)
- Extermination (2004)
- Make a Party in Hell (2010)